# Ciro in Babilonia
Ciro in Babilonia, ossia La caduta di Baldassarre ist eine Oper in zwei Akten (Originalbezeichnung: „dramma con cori“) von Gioachino Rossini (Musik) mit einem Libretto von Francesco Aventi. Die Uraufführung fand höchstwahrscheinlich am 14. März 1812 im Teatro Comunale in Ferrara statt.

## Handlung
Die Handlung bezieht sich auf die Geschichte vom Gastmahl des Belsazar, vorwiegend nach dem fünften Kapitel des Buchs Daniel im Alten Testament der Bibel. Sie spielt zur Zeit des Babylonischen Exils der Juden. Belsazar (hier Baldassare genannt) hat den persischen König Ciro (Kyros II.), seine Frau Amira und seinen Sohn Cambyse (Kambyses II.) gefangen genommen. Er verliebt sich in Amira, die Ciro jedoch treu bleibt. Als Baldassare bei einem Festmahl die aus dem jüdischen Tempel entwendeten Gefäße entweiht, erscheinen kryptische Symbole an der Wand, die der Prophet Daniello (Daniel) als Hinweis auf den bevorstehenden Untergang Baldassares deutet. Kurz darauf wird Babylon von persischen und medischen Truppen erobert. Ciro übernimmt die Herrschaft des Reichs.

„Als Besazer, der Sohn Evilmerodacs und Enkel von Nebucadnezar in Babylon regierte, wurde erfüllet, was die frommen Seher längst verkündet hatten. Babylon ward zerstöhret, das Reich der Assyrer aufgelöset. Vieles mußte das Volk Gottes von ihnen erdulden. Sein Tempel ward zerstöhret, das Heiligthum entweihet, und nichts unterlassen, um dem Gott Israel zu höhnen.
Einst schwelgte Belsazar eine Nacht hin ließ die heiligen Geschirre zu seinem profanen, Mahle bringen. da erschien eine Hand, vom Himmel gesendet; schrieb in Flammenzügen an die Mauer des Saales einige Worte, welche des Königs nahen Tod, so wie seiner Familie und seines Reiches Untergang andeuteten.
Und es geschah. Denn Cyrus, der Perser-König, nachdem er Babylon zwey Jahre hindurch mit einem mächtigen Heere vergeblich belagert hatte, leitete ab den Eufrat, der durch die Stadt floß, drang mit Hilfe des Darius, seines Onkels, des Königs der Meder durch das Bette des Flusses in das Innere der Stadt. Der König, seine Soldaten, seine Einwohner wurden im tiefsten Schlafe überfallen, sie selbst dem Schwerte, die Gebäude der Flamme überliefert. Die Sieger bemächtigten sich des ganzen Reiches und theilten es unter sich.
Dies ist der aus den heiligen Büchern geschöpfte Stoff des heutigen Drama.
Ihn für die Oper zu bearbeiten, mußte man annehmen, daß Belsazer in einem glücklichen Ausfall das Lager des Cyrus erobert, viele Große der Perser, und unter diesen selbst die Gemahlin des Cyrus, welche man des Wohllautes wegen Amira nennt, so wie auch Belsazer in Balthasar verwandelt ist – mit ihrem Sohne Cambyses zu Gefangenen gemacht habe. Auch die Episode mit Arbaces war dem musikalischen Drama wesentlich.
Die griechischen Schriftsteller mit den heiligen Geschichtschreibern und den Weissagungen der Propheten kommen in der Erzählung der Einnahme von Babylon vollkommen überein. Nur in den Namen und Nebenumständen, weichen sie von einander ab.
Man wird den Operndichter entschuldigen dürfen, wenn er, um den Gesang herbeyzuführen, sich seine Freyheiten erlaubte.“

### Erster Akt
Königlicher Palast Baldassares
Szene 1. Fürst Zambri und die Edelleute Babylons feiern den Sieg König Baldassares über die Perser. Deren König Ciro (Kyros II.) konnte fliehen, aber seine Gemahlin Amira, und sein Sohn Cambyse (Kambyses II.) wurden gefangen genommen.
Szene 2. Baldassare bietet Amira die Ehe an. Sie lehnt entschieden ab und will lieber sterben, als Ciro untreu zu werden. Baldassare droht, sie notfalls gegen ihren Willen zu heiraten und befiehlt seinen Dienern, die Hochzeit für den folgenden Tag vorzubereiten. Er geht. Amira findet nur wenig Trost bei ihrer Vertrauten Argene. Sie bittet diese, ihren Sohn in ihr Zimmer zu bringen und geht ebenfalls. Argene hofft auf die Unterstützung des babylonischen Feldherrn Arbace, der wie sie selbst aus Tauristanien stammt.
Szene 3. Arbace erscheint. Er ist überrascht, seine Geliebte Argene hier wiederzusehen und verspricht ihr seine Hilfe.
Außerhalb der Stadtmauern Babylons. Auf einer Seite das Stadttor mit einer Zugbrücke. Hügel in der Umgebung. Auf der Ebene befindet sich ein Feldlager mit Vorposten.
Szene 4 Die persischen Soldaten beklagen ihren König Ciro. Ciro ruft zur Rache auf. Er will die Stadt beim Morgengrauen angreifen.
Szene 5. Arbace hat sich aus der Stadt in das persische Lager geschlichen. Er bietet Ciro seine Hilfe an, bittet aber um Geduld. Dann werde er sein Ziel umso sicherer erreichen.
Königlicher Palast
Szene 6. Baldassare ist zuversichtlich, dass sich Amira letztlich seinem Willen beugen werde.
Szene 7. Zambri meldet die Ankunft eines persischen Gesandten. Baldassare wäre bereit, Ciros Sohn freizulassen, wenn die Perser abziehen.
Szene 8. In einem Selbstgespräch gibt Arbace zu erkennen, dass er Ciro selbst in der Kleidung des Gesandten in den Palast gelassen hat. Er hofft, die Gefangenen einschließlich seiner Geliebten Argene freizubekommen.
Großer Audienzsaal mit Thron. Baldassare von seinen Wachen umgeben
Szene 9. Zambri führt den vermeintlichen Abgesandten ein. Ciro bietet den Abzug seines Heeres an, sofern Persien die Gefangenen freigibt. Baldassare lehnt ab. Er sei lediglich bereit, die Gefangenen und den Sohn Ciros freizugeben. Amira jedoch werde er ihm nicht übergeben. Nach einem kurzen heftigen Wortgefecht geht Ciro zum Schein auf Baldassares Vorschlag ein, Amira selbst zum Bleiben zu überreden.
Szene 10. Amira tritt hinzu. Sie ist verwirrt, dass sich Ciro als Botschafter ausgibt und nicht von seiner Liebe zu ihr sprechen will. Der Chor versucht vergeblich, sie zu beruhigen. Enttäuscht verlässt sie den Saal.
Szene 11. Baldassare erlaubt Ciro, alleine mit Amira zu sprechen, um sie zu überzeugen. Er lässt sie und ihren Sohn Cambyse holen und entfernt sich mit Zambri.
Szene 12. Eine Wache führt Cambyse herein. Amira begrüßt ihren Sohn freudig. Ciro jedoch weiß, dass sie von Baldassare belauscht werden und verhält sich weiterhin distanziert. Er rät ihr, Baldassares Drängen nachzugeben, da dieser sonst sie und ihren Sohn töten lassen werde. Dennoch bleibt Amira standhaft. Sie ruft aus, dass sie ihm treu bleiben und er noch im Tode ihr Gatte, ihr Ciro, sein werde.
Szene 13. Damit hat Amira die Verkleidung Ciros verraten. Baldassare tritt zornig mit Zambri und seinen Wachen aus dem Versteck und lässt ihn festnehmen. Nur Amira könne ihn noch retten, wenn sie endlich nachgebe. Zum Abschluss des ersten Akts ruft der Chor den Himmel um ein Ende der Schrecken an.

### Zweiter Akt
Königlicher Palast
Szene 1. Der Chor bittet um Trost für Amira und Ciro. Argene und Arbace wollen einen unterirdischen Gang nutzen, um Amira zu Ciros Zelle zu bringen.
Unterirdisches Gefängnis
Szene 2. Der gefesselte Ciro beklagt sein Schicksal und gelobt dem Gott Israels, nach seinem Sieg auch die Juden aus ihrer Gefangenschaft zu befreien. Er sehnt sich nach seiner Gattin.
Szene 3. Arbace führt Amira in die Zelle. Sie und Ciro umarmen sich freudig und schwören sich ewige Liebe.
Szene 4. Baldassare kommt mit einigen Soldaten ins Gefängnis. Als er das Paar zusammen antrifft, ist er zwischen Zorn und seinen Gefühlen für Amira hin- und hergerissen. Schließlich siegt die Wut, und er lässt die beiden separat abführen.
Königlicher Palast
Szene 5. Zambri ruft Argene zum Gastmahl des Königs, an dem auch Amira teilnehmen soll.
Nacht. Ein großer illuminierter und prachtvoll geschmückter Saal
Szene 6. Baldassare, Zambri, Amira, Argene, Argene und andere Edelleute feiern ein Bankett zu Ehren der Gottheit Belus. Baldassare befiehlt, die aus dem jüdischen Tempel entwendeten Becher mit Wein zu füllen, um daraus zu trinken. In diesem Moment wird die Gesellschaft durch Blitz und Donner aufgeschreckt. An der Wand erscheint eine Hand, die in Flammenschrift die Worte „Mane, Thecel, Phares“ schreibt. Baldassare ruft nach den Magiern und Weisen, um die Schriftzüge zu enträtseln.
Szene 7. Der jüdische Prophet Daniello erscheint und verkündet den Beschluss des Himmels: Baldassare und seine Ahnen haben sich als undankbar gegen den Gott Abrahams erwiesen, die Gläubigen unterdrückt und ihren Tempel entweiht. Die Feuerworte künden die gerechte Vergeltung an. Die Perser und Meder werden sein Reich unter sich aufteilen. Babylon werde zerstört. Er und die seinen werden „wie Spreu vor dem Winde“ vergehen, Baldassare selbst den Tod finden. Baldassare erschauert. Der Chor der Weisen widerspricht Daniello. In Wirklichkeit verkünde die Schrift Sieg und Freude. Der Himmel verlange lediglich nach dem Blut Ciros und seiner Gattin. Ciro befiehlt, Ciros und seinen Sohn zu töten – Amira dagegen will er verschonen. Die Gesellschaft löst sich auf.
Szene 8. Nur Daniello ist zurückgeblieben. Er sieht Baldassares Untergang voraus. Der jetzt zum Tode Verurteilte werde bereits morgen Herrscher über das Reich sein.
Szene 9. Arbace kommt mit der Wache zu Amira und Argene. Er muss sie ins Gefängnis bringen, macht ihr aber gleichzeitig Hoffnung auf eine Wende des Schicksals. Argene verspricht ihr Treue bis in den Tod. Amira bittet sie, am Leben zu bleiben, um Ciro und ihrem Sohn zu helfen. Sie betet zu Gott um die Rettung der beiden.
Palast
Szene 10. Zambri nimmt die göttliche Warnung ernst und sorgt sich um die Zukunft.
Szene 11. Argene kommt und bittet Zambri, sie zum König zu führen, um ihn um Gnade für Ciro und Amira anzuflehen. Sie warnt ihm vor dem Zorn der Götter, falls er kein Mitleid zeige („eintönige Arie“). Zambri weist sie zurück.
Großer Platz in Babylon. Zur Rechten der Palast Baldassares, zur Linken ein Triumphbogen, der an das größere Stadttor anschließt
Szene 12. Arbace und einige Soldaten führen Amira, Ciro und Cambyse in Ketten zum Richtplatz. Argene, Baldassare und Zambri folgen mit der Leibwache. Der Chor klagt über das grausame Opfer. Ciro verabschiedet sich von seiner Familie. Er ist sich gewiss, im Elysium wieder mit ihnen vereint zu werden. Sie werden fortgeführt. Baldassare, Zambri und die Leibwache gehen zum Palast.
Palast
Szene 13. Von draußen ist Kampfeslärm zu hören. Soldaten fliehen über die Szene. Zambri erscheint und fleht die Götter verzweifelt um Hilfe an, da die Stadt überfallen wurde. Er zieht das Schwert, um am Kampf teilzunehmen.
Szene 14. Arbace fordert Zambri auf, sich zu ergeben. Bevor die Hinrichtung vollstreckt werden konnte, seien die Perser erschienen, um Ciro zu befreien. Der habe sie anschließend zum Sieg geführt. Nun soll die königliche Familie Baldassares hingerichtet werden.
Szene 15. Argene und Amira danken den Göttern für die glückliche Rettung. Arbace bringt die Nachricht, dass Ciro nun mit ihnen seinen Sieg feiern wolle. Sein Onkel Darius habe die Stadt bereits verlassen, um sich mit seiner Streitkraft gegen die babylonischen Provinzen zu wenden.
Großer Platz in Babylon
Letzte Szene. Die siegreichen Krieger ziehen durch den Triumphbogen. Die Anführer und die persische Leibwache begleiten den Wagen Ciros und Amiras. Zambri und andere Babylonier folgen in Ketten. Der Chor der Assyrer beugt sich dem Sieger und fleht um Gnade. Ciro ist sich sicher, dass soviel Kraft nicht von ihm selbst kommen konnte. Amira ist erleichtert, Ruhe und Glück wiedergefunden zu haben. Auch Zambri preist den Sieger, da der Himmel nun versöhnt ist.

## Gestaltung
In der Arie der 11. Szene des zweiten Aktes („Chi disprezza gli infelici“) – einer sogenannten „aria del sorbetto“ der seconda donna, bei der das Publikum üblicherweise Erfrischungen zu sich nahm – erlaubte sich Rossini einen Scherz mit der Sängerin der Argene, Anna Savinelli: „Sie war nicht allein über die Erlaubnis häßlich, auch ihre Stimme war unter jeder Würde. Nach sorgfältiger Prüfung fand ich, daß sie einen einzigen Ton besaß, das B der eingestrichenen Oktave, welcher nicht übel klang. Ich schrieb ihr daher eine Arie, in welcher sie keinen anderen als diesen Ton zu singen hatte, legte alles ins Orchester, und da das Stück gefiel und applaudiert wurde, so war meine eintönige Sängerin überglücklich über ihren Triumph.“ Von dieser Arie existiert eine spätere mit zusätzlichen Tönen angereicherte Fassung, die auch bei der Wiederaufführung der Oper 1988 in Savona erklang.
Das Werk zeigt noch nicht die Reife von Rossinis späteren Werken. Abgesehen von dem stückweise entstandenen Studienwerk Demetrio e Polibio hatte er noch keine Erfahrung mit dem ernsten Genre. Bei der Rolle des Tyrannen Baldassare beispielsweise wird zur Darstellung der Raserei die Gesangsstimme unnötig strapaziert, ohne die Spannung zu halten oder den gewünschten Eindruck beim Zuhörer zu hinterlassen. Die Chorstellen dagegen gelangen Rossini besser. Der Rossini-Biograph Richard Osborne hielt auch die bereits genannte Abschiedsszene und die Festmahl-Szene – mit Rossinis erster Sturmmusik – für gelungen.:159 f Letztere wurde von Reto Müller im Begleittext zur CD der Aufführung aus Bad Wildbad dagegen als „schlecht konzipiert“ und „vom Komponisten völlig verfehlt“ bezeichnet.
Als Ouvertüre verwendete Rossini diejenige von L’inganno felice.:159 In der Abschiedsszene (Nr. 12) im zweiten Akt nutzte er Material aus Demetrio e Polibio.:160
1815 nutzte Rossini Musik aus Ciro in Babilonia für die Orchestereinleitung zur Gefängnisszene im zweiten Akt der Oper Elisabetta regina d’Inghilterra.:62 Auch die Arie der Amaltea „La pace mia smarrita“ in Mosè in Egitto (1818) hat hier ihren Ursprung.:240

## Werkgeschichte
Den Auftrag des Theaters in Ferrara erhielt der junge Rossini vermutlich durch Unterstützung der Sängerin Maria Marcolini, die bereits die Hauptrolle in L’equivoco stravagante gesungen hatte. Am dortigen Teatro Comunale hatte er bereits Ferdinando Orlandis Oper Il podestà di Chioggia am Cembalo begleitet und auch eine Alternativarie geschrieben. Der Leiter des Theaters, Graf Francesco Aventi, schrieb persönlich das Libretto für Ciro in Babilonia, nachdem das ursprünglich vorgesehene Libretto verworfen worden war. Rossini benötigte für die Komposition lediglich zwei Monate. Da die Aufführung während der Fastenzeit erfolgen sollte, in der damals Opernaufführungen verboten waren, erhielt das Werk ein biblisches Thema und wurde als Oratorium bzw. „dramma con cori“ ausgegeben.:45
Bei der Uraufführung am vermutlich 14. März 1812 im Teatro Comunale sangen der Tenor Eliodoro Bianchi (Baldassare), die Altistin Maria (Marietta) Marcolini (Hosenrolle des Ciro), die Sopranistin Elisabetta Manfredini (Amira), die Mezzosopranistin Anna Savinelli (Argene), der Tenor Francesco Savinelli (Arbace) und die Bässe Giovanni Layner (Zambri) und Giovanni Fraschi (Daniello).
Die Aufführung wurde vom Publikum gut aufgenommen, wie aus einem Bericht vom 17. März 1812 im Giornale del Dipartimento del Reno hervorgeht. Dennoch bezeichnete Rossini selbst die Aufführung Jahrzehnte später als „Fiasco“. Er berichtete seinem Freund Ferdinand Hiller von einem Picknick in Bologna, bei dem er mit einem „Schiff von Marzipan [erschien], dessen Wimpel den Namen ‚Ciro‘ trug; der Mastbaum war zerbrochen, das Segel durchlöchert, und es lag auf der Seite in einem Meere süßen Rahms schwimmend. Die lustige Gesellschaft verzehrte lachend mein gescheitertes Fahrzeug.“ Die Diskrepanz rührt möglicherweise von einer Verwechslung mit einer überarbeiteten Fassung des kurz darauf entstandenen Tancredi her, die am 21. März 1813 ebenfalls in Ferrara aufgeführt wurde und dort keinen großen Erfolg hatte. Auch die Schiffs-Metapher passt besser zu Tancredi als zu Ciro.
In den nächsten ungefähr fünfzehn Jahren wurde die Oper in Italien mehr als 30 Mal gegeben. Außerhalb Italiens sind lediglich Aufführungen in München (1816), Wien (1817), Weimar (1822) und Dresden (1822), sowie in Lissabon und London bekannt.:425

## Aufnahmen
- 30. Oktober 1988 (live aus Savona): Carlo Rizzi (Dirigent), Orchestra Sinfonica di San Remo, Coro F. Cilea di Reggio Calabria. Ernesto Palacio (Baldassare), Caterina Calvi (Ciro), Daniela Dessì (Amira), Oriana Ferraris (Argene), Stefano Antonucci (Zambri), Enrico Cossutta (Arbace), Danilo Serraiocco (Daniello). Hunt akademia CD: CDAK 105.[8]:15385
- Juli 2004 (live vom Festival Rossini in Wildbad, kritische Edition von Urs Schaffer, gekürzte Rezitative): Antonino Fogliani (Dirigent), Württembergische Philharmonie Reutlingen, Kammerchor Ars Brunensis. Riccardo Botta (Baldassare), Anna-Rita Gemmabella (Ciro), Luisa Islam-Ali-Zade (Amira), Maria Soulis (Argene), Wojciech Adalbert Gierlach (Zambri), Giorgio Trucco (Arbace), Giovanni Bellavia (Daniello). Naxos 8.660203-04.[8]:15386
- 12. Januar 2008 (live aus dem Théâtre des Champs-Élysées Paris): Jean-Claude Malgoire (Dirigent), La Grande Ecurie et La Chambre du Roy, Chœur de Chambre de Namur. Cyril Auvity (Baldassare), Nora Gubisch (Ciro), Elena de la Merced (Amira), Sophie Daneman (Argene), Till Fechner (Zambri), Daniel Auchincloss (Arbace), Pierre-Yves Pruvot (Daniello). premiereopera.net.[9]
- August 2012 (Video, live vom Rossini Opera Festival Pesaro): Will Crutchfield (Dirigent), Davide Livermore (Inszenierung), Orchester und Chor des Teatro Comunale di Bologna. Michael Spyres (Baldassare), Ewa Podleś (Ciro), Jessica Pratt (Amira), Carmen Romeu (Argene), Mirco Palazzi (Zambri), Robert McPherson (Arbace), Raffaele Costantini (Daniello). Opus Arte, OA1108D, Blu-ray: OABD7123D.[10]